# Wiener Sängerknaben
Wiener Sängerknaben er et østrigsk drengekor, grundlagt 1498 til hofkapellet i Wien.
Koret er verdenskendt for sin uniform, som består af matrosuniformer og skinnende laksko.